# Euchloe tomyris
Euchloe tomyris is een vlindersoort uit de familie van de Pieridae (witjes), onderfamilie Pierinae.
Euchloe tomyris werd in 1884 beschreven door Christoph.